# Berriš Nord
Berriš Nord, auch Berris Nord; war eine frühbyzantinische Siedlung im Nordwesten von Syrien im Gebiet der Toten Städte. Im Ruinenfeld haben sich Gebäude aus römischer Zeit und die Reste einer kleinen Basilika erhalten.

## Lage
Berriš Nord liegt auf knapp 700 Meter Höhe im Gouvernement Idlib auf der karstigen Hochlage des Dschebel il-Ala, einer abgelegenen Hügelregion im westlichen mittleren Teil des nordsyrischen Kalksteinmassivs. Der Ort ist Bettir benachbart. Er liegt wenige Kilometer nördlich von Qalb Loze und nahe bei den weiteren antiken Siedlungen Qirqbize, Behyo und Benebil. Die wenigen, in Weilern verstreut lebenden Einwohner des Hochlandes sind überwiegend Drusen. Die Landwirtschaft beschränkt sich auf wenige Stellen, an denen eine ausreichend dicke Bodenschicht den Anbau von Getreide zulässt, ansonsten wird in der Umgebung Schafzucht betrieben.
Die Ruinenstätte wurde erst spät archäologisch erforscht. 1939 nahm Georges Tchalenko als Erster die Kirche und ein Versammlungshaus / Wirtshaus für Männer (Andron) auf. Christine Strube untersuchte in den 1970er Jahren die Baudekoration der Kirche.

## Andron
Eine Siedlung bestand bereits in römischer Zeit ab dem 2. oder 3. Jahrhundert. Das Andron ist inschriftlich 231 n. Chr. datiert. Der rechteckige zweigeschossige Bau mit nur einem kleinen Raum auf jeder Etage entspricht in der Größe den ländlichen römischen Wohnhäusern, von denen in Qirqbize Ruinen erhalten blieben. Ungewöhnlich ist das wie eine Höhle halb in den Boden eingetiefte Erdgeschoss. In seinen bescheidenen Dimensionen unterscheidet es sich von späteren Versammlungshäusern wie dem als Residenz und Ortsmittelpunkt geplanten Andron von Serjilla. Die mächtigen, in unregelmäßigem Verband, aber in exakten Lagen geschichteten Steinquader finden sich zur selben Zeit auch an römischen Grabbauten, die in Form eines griechischen Tempels errichtet wurden. Ein solches Tempelgrab ist in Ruweiha vollständig erhalten. Der dortige Architrav ist mit der Abfolge von glatten Bändern, Zahnschnitt und Hohlkehle ähnlich profiliert wie der Türsturz des Andron.

## Kirche
Die dreischiffige Säulenbasilika war die einzige Kirche der Siedlung. Sie besaß vier Joche in jeder der Mittelschiffhochwände und eine halbrunde Apsis innerhalb einer geraden Ostwand. Der südliche Apsisnebenraum diente als Martyrion (Reliquienkammer), der nördliche besaß eine Verbindungstür zum Altarraum und ist somit als Diakonikon zu erkennen. In das Kirchenschiff, in dessen Mitte eine steinerne Plattform (Bema) für den Klerus eingebaut war, führten zwei Türen von der Südseite. Der östliche Eingang war durch einen Pfeilerportikus hervorgehoben. Die anderen Außenwände waren geschlossen. Vor der Südseite lag ein ummauerter Hof. Die Außenfassade war sehr einfach gestaltet mit Rundbogenstürzen („arcuated lintels“) an den Fenstern. An den Türen fehlten die üblichen Rahmenprofile.
Am Boden im Kirchenschiff liegend blieben einige Säulenbasen und Säulenfragmente, Quadersteine und Kapitelle des Apsisrundbogens, fünf der sechs Säulenkapitelle und einige Gesimssteine erhalten, die zu den Fenstern der Obergaden gehörten. Die Außenwände stehen teilweise bis zum Traufgesims aufrecht. Die Kapitelle des Apsisbogens sind im korinthischen Stil mit gekerbten Blättern gefertigt. Die anderen Kapitelle sind ebenfalls korinthisch mit zwei Blattreihen ohne Sprossenachsen (Caules) und ohne Hüllblätter, nur ein Säulenkapitell ist eine toskanische Variante mit einem Blattkranz und leicht geschwungenem Echinus unterhalb der Deckplatte.
In Berriš Nord zeigt sich das Ende der Kirchenentwicklung im mittleren Berggebiet des nordsyrischen Kalksteinmassivs. Im Vergleich mit der Westkirche von Kalota (um 600) sind die Kapitelle anspruchsvoller gearbeitet. Aufgrund der Stiluntersuchungen datieren Tchalenko und Strube die Kirche in das Ende des 6. Jahrhunderts.